# Gandamak
Gandamak – wieś w Afganistanie, 56 km od Dżalalabadu na trasie do Kabulu. Po wycofaniu się z Kabulu armii generała Williama Elphinstone'a w roku 1842, wzgórze blisko Gandamak było miejscem masakry ostatnich ocalałych żołnierzy: dwudziestu oficerów i czterdziestu pięciu brytyjskich żołnierzy z 44 East Essex Regiment. 
Jest również miejscem gdzie 26 maja 1879 roku podpisano traktat między brytyjskim rządem i emirem Afganistanu Jakubem Chanem.